# The Seer
The Seer är rockgruppen Big Countrys tredje album från 1986.

## Låtlista
1. Look Away (4:23)
2. The Seer (med Kate Bush) (5:26)
3. The Teacher (4:05)
4. I Walk the Hill (3:30)
5. Eiledon (5:37)
6. One Great Thing (4:03)
7. Hold the Heart (6:08)
8. Remembrance Day (4:30)
9. The Red Fox (4:12)
10. Sailor (4:56)